# Fachwirt im Gesundheits- und Sozialwesen
Geprüfter Fachwirt im Gesundheits- und Sozialwesen ist eine öffentlich-rechtlich anerkannte kaufmännische Qualifikation, die nach einer erfolgreich absolvierten Fortbildungsprüfung bei der zuständigen Industrie- und Handelskammer (IHK) auf der Grundlage des Berufsbildungsgesetzes und der Verordnung über die Prüfung zum anerkannten Ausbildungsabschluss Geprüfter Fachwirt im Gesundheits- und Sozialwesen und Geprüfte Fachwirtin im Gesundheits- und Sozialwesen vom 21. Juli 2011 erteilt wird.
Mit dieser Verordnung wurde die bisherige Fortbildung zum Fachwirt im Sozial- und Gesundheitswesen neu geordnet und die Fortbildungsinhalte und die Prüfungskriterien neu gestaltet. Der Deutsche Industrie- und Handelskammertag (DIHK) erstellte hierzu einen Rahmenplan mit Lernzielen, der im DIHK-Verlag bezogen werden kann. Prüfungen nach der alten Rechtsverordnung konnten noch bis zum 31. Juli 2015 durchgeführt werden.
Die Fachwirte im Gesundheits- und Sozialwesen arbeiten in verschiedenen Bereichen und Einrichtungen des Gesundheitswesens, beispielsweise in Krankenhäusern, Gesundheitszentren, Reha- und Kureinrichtungen, Wohn- und Pflegeheimen und Krankenkassen und sind in der Lage, eigenverantwortlich betriebs- und personalwirtschaftliche Aufgaben zu lösen.

## Fortbildungsinhalt
Der vom DIHK erstellte Rahmenplan und die Verordnung über die Prüfung zum Fachwirt im Gesundheits- und Sozialwesen sehen als Lernziel die Aneignung von branchenspezifischen Fachkenntnissen und die Entwicklung praktischer und theoretischer Kompetenzen.
Schwerpunkte sind dabei:
1. Planen, Organisieren, Steuern, Überwachen und Optimieren betrieblicher Prozesse
2. Beschaffen, Führen und Entwickeln von Personal und Qualifizierung der Mitarbeiter durch Aus- und Weiterbildung
3. Lenken der Kommunikationsschwerpunkte
4. Erfassung von Leistungserstellungsprozessen, Ermitteln, Interpretieren und Beurteilen von steuerungsrelevanten Daten sowie Einsetzen von Steuerungsinstrumenten
5. Entwickeln und Ausgestalten von Unternehmenszielen und -strategien, Vorbereiten und Umsetzen unternehmerischer Entscheidungen
6. Vorbereiten der Finanz- und Investitionsplanung, Entwickeln und Umsetzen von Finanzierungs- und Investitionskonzepten
7. Steuern und Optimieren von Qualitätsmanagementprozessen
8. Planen, Organisieren, Koordinieren, Überwachen und Evaluieren von Projekten
9. Planen und Durchführen von Marketingmaßnahmen

## Fortbildungsdauer
Der DIHK-Rahmenplan empfiehlt einen Unterrichtsumfang von 600 Unterrichtsstunden. Die Bildungsträger bieten Lehrgänge zwischen drei und 24 Monaten an; für die Zulassung zur Prüfung ist die Teilnahme an einem Lehrgang allerdings nicht verpflichtend.

## Zulassungsvoraussetzungen
Folgende Berufspraxen gelten als gültige Voraussetzungen zur Erlangung der Berufsbezeichnung Fachwirt im Gesundheits- und Sozialwesen:
1. Erfolgreicher Abschluss einer kaufmännischen, verwaltenden, medizinischen oder handwerklichen Ausbildung im Gesundheits- und Sozialwesen und einer anschließenden einjährigen Berufspraxis in Einrichtungen des Gesundheits- und Sozialwesens
2. Erfolgreiches Hochschulstudium und eine mindestens zweijährige Berufspraxis in Einrichtungen des Gesundheits- und Sozialwesens
3. Erfolgreicher Abschluss in einem sonstigen kaufmännischen, verwaltenden oder hauswirtschaftlichen Ausbildungsberuf und einer anschließenden zweijährigen Berufspraxis in Einrichtungen des Gesundheits- und Sozialwesens
4. Eine mindestens fünfjährige Berufspraxis in Einrichtungen des Gesundheits- und Sozialwesens

Die Erfüllung der Zulassungsvoraussetzungen muss erst zum Zeitpunkt der Prüfung nachgewiesen werden. Das bedeutet, dass auch die Fortbildungszeiten als nachzuweisende Berufspraxis teilweise oder gänzlich angerechnet werden können.

## Gliederung und Durchführung der Prüfung
Die Abschlussprüfungen sind durch einheitliche Rechtsvorschriften des Berufsbildungsgesetzes und die Verordnung über die Prüfung zum Fachwirt im Gesundheits- und Sozialwesen geregelt und werden bundeseinheitlich von den Ausschüssen der zuständigen Industrie- und Handelskammer schriftlich und mündlich durchgeführt. Die Prüfung bezieht sich auf folgende Handlungsbereiche:
1. Planen, Steuern und Überwachen betrieblicher Prozesse
2. Steuern von Qualitätsmanagementprozessen
3. Gestalten von Schnittstellen und Projekten
4. Steuern und Überwachen betriebswirtschaftlicher Prozesse und Ressourcen
5. Führen und Entwickeln von Personal
6. Planen und Durchführen von Marketingmaßnahmen[1]